# Asteroide cruzador de Júpiter

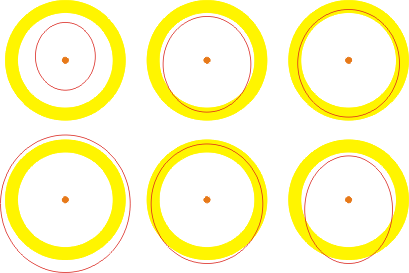
Diagrama exibindo diferentes órbitas de asteroides. A faixa amarela representa a órbita de Júpiter; a linha vermelha representa a órbita do asteroide, como se segue:
• Interna: esquerda, acima
• Interior: centro, acima
• Coorbital (Asteroide troiano): direita, acima
• Externa: esquerda, abaixo
• Exterior: centro, abaixo
• Cruzadora: direita, abaixo.

Um asteroide cruzador de Júpiter é um corpo menor que atravessa a órbita do planeta Júpiter.
A lista exclui os asteroides classificados como troianos de Júpiter. Esta lista está incompleta.

## Lista
- 944 Hidalgo †
- 1941 Wild
- 2483 Guinevere
- 2959 Scholl
- 3552 Don Quixote †
- 4446 Carolyn
- 5164 Mullo †
- 5335 Dâmocles †
- 5370 Taranis †
- 6144 Kondojiro †
- 8373 Stephengould
- 8550 Hesiodos
- 9767 Midsomer Norton
- 10608 Mameta
- (12307) 1991 UA
- 12896 Geoffroy
- (14569) 1998 QB32
- 15231 Ehdita
- 15376 Martak
- (15504) 1999 RG33 †
- (15783) 1993 PZ2
- (17212) 2000 AV183
- (18916) 2000 OG44 †
- (20086) 1994 LW
- 20461 Dioretsa †
- (20630) 1999 TJ90
- 20898 Fountainhills †
- 21804 Vaclavneumann
- (22070) 2000 AN106
- (26166) 1995 QN3
- (26929) 1997 CE18
- (30512) 2001 HO8
- (32460) 2000 SY92
- (32511) 2001 NX17 †
- 37117 Narciso †
- (37578) 1990 RY2
- (37590) 1991 RA14
- (38292) 1999 RA77
- (38709) 2000 QO90
- (39266) 2001 AT2
- (45739) 2000 HR25
- (47907) 2000 GT71
- (51284) 2000 KE9
- (51838) 2001 OC61
- (52007) 2002 EQ47
- (52016) 2002 NO18
- (52068) 2002 QX40
- (61042) 2000 KB61
- (65374) 2002 PP55
- (65389) 2002 RF12
- (65407) 2002 RP120 †
- (67368) 2000 LH33
- (69566) 1998 BX
- (73418) 2002 LK36
- (73457) 2002 NZ43
- (73769) 1994 PN12
- (78133) 2002 NQ13
- (78470) 2002 RM45
- (78809) 2003 OR22
- (79724) 1998 SC125
- 84011 Jean-Claude